# Panther De Ville (Johnny Hallyday)
Pour les articles homonymes, voir Panther et Johnny Hallyday.
La Panther De Ville de Johnny Hallyday est une Panther De Ville, du constructeur automobile britannique Panther Westwinds. Voiture limousine sportive de star, fabriquée en série limité unique personnalisée, elle est offerte par Sylvie Vartan en 1975, à son mari Johnny Hallyday.

## Historique
Le couple mythique de stars des années 1960 Sylvie Vartan et Johnny Hallyday se marient le 12 avril 1965, et ont un fils David Hallyday né le 14 août 1966 (avant de divorcer 15 ans plus tard en 1980). Après s'être séparé un temps en 1972, le couple se reconstruit en 1973. Sylvie commande cette voiture de star chez Panther Westwinds, en 1975, pour l’offrir à Johnny.

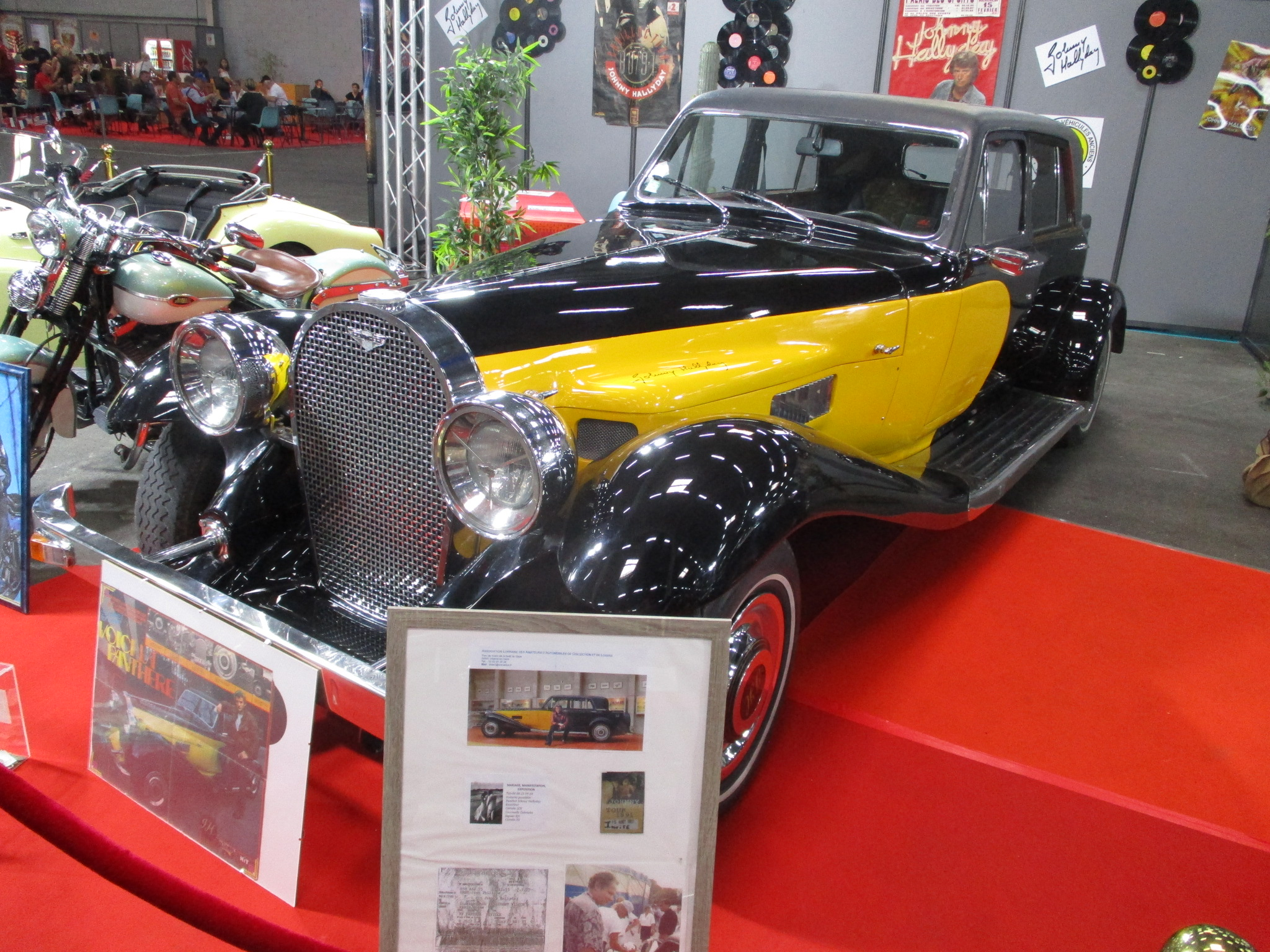
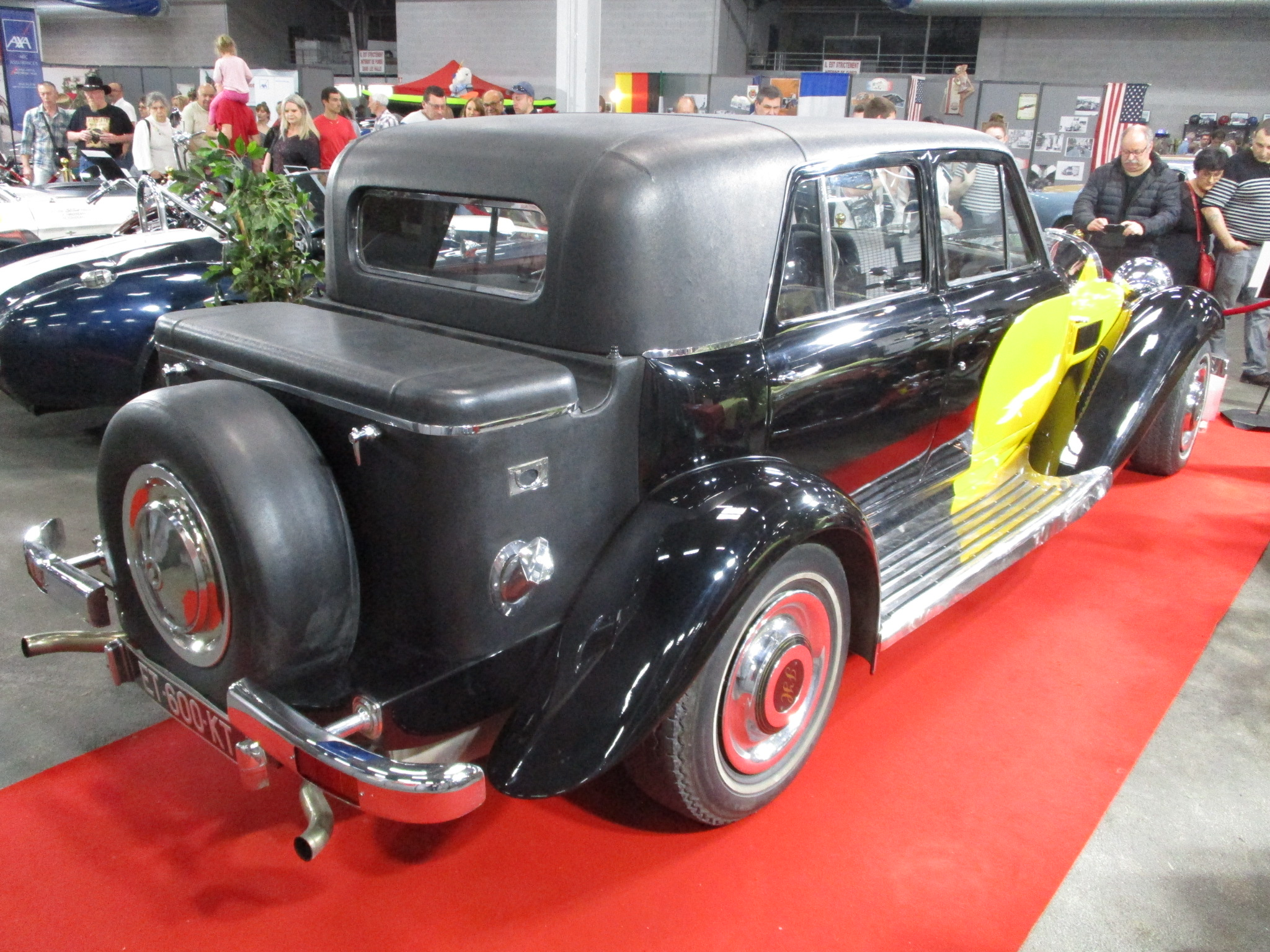

Produite à 70 exemplaires, la carrosserie de style Néo-rétro est inspirée de celle des Bugatti Royale des années 1930, sur châssis-moteur V12 double-six 5,3 Litres de 265 ch de Jaguar XJ, pour 170 km/h de vitesse de pointe. Le capot est signé « Johnny Hallyday », les quartes enjoliveurs portant les initiales « JH » en lettres d’or, et le bouchon de radiateur est orné d'un disque d'or gravé le nom de Johnny Hallyday. L’intérieur est personnalisé avec cuir, sièges en vison, mini-bar, et télévision à l'arrière, avec haut niveau de technologie pour l'époque (direction assistée, vitres électriques, haut-parleurs, téléphone...).

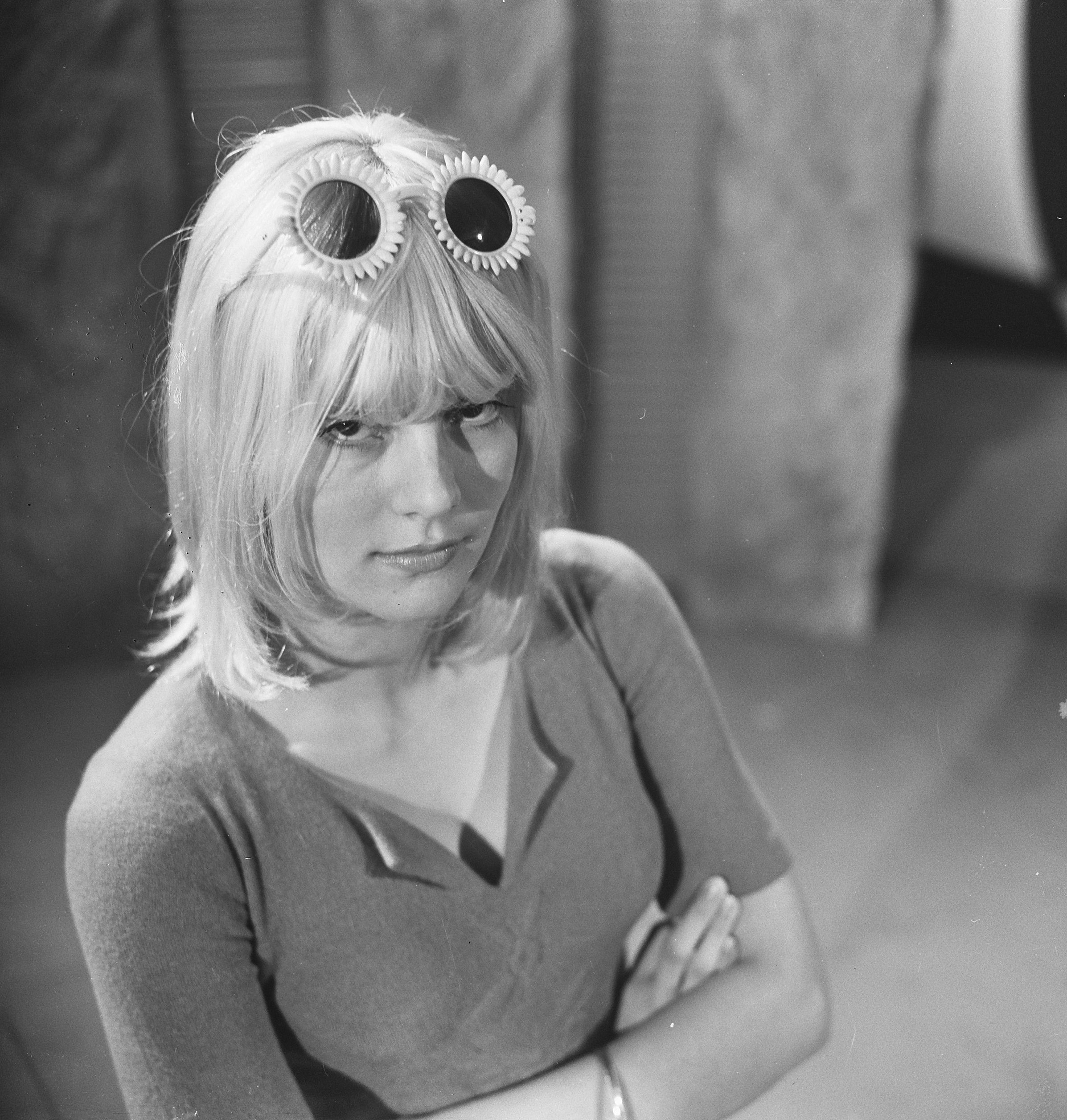
Sylvie Vartan (1966)
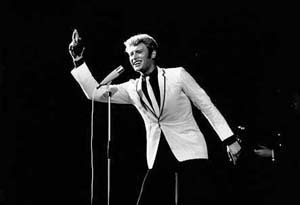
Johnny Hallyday (1965)
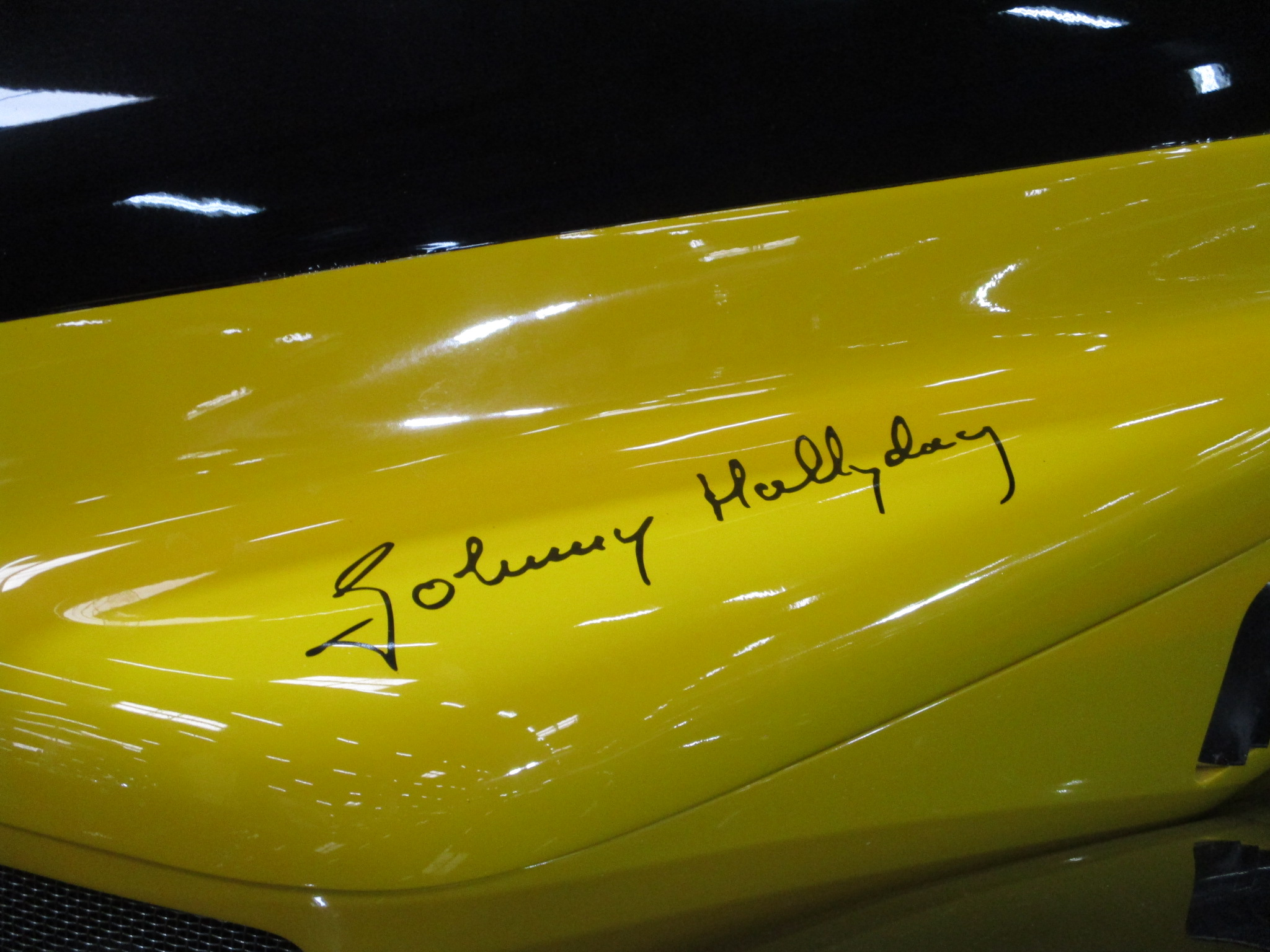
Signature

Passionné durant toute sa vie par les voitures et motos de prestige et d'exception, sa célèbre collection débute avec sa première Triumph TR3 offerte par son manager Johnny Stark pour ses 18 ans en 1961, et se poursuit avec entre autres des Ferrari 250 GT, Ferrari 275 GTB, Jaguar Type E cabriolet, Porsche 356, Aston Martin DB6, Iso Grifo A3L, Lamborghini Miura P400, Citroën DS21, Rolls-Royce Phantom V, Rolls-Royce Silver Shadow, De Tomaso Pantera, Porsche 911, Mercedes-Benz 560 AMG, Ferrari Testarossa, Hot rod Boyd Coddington, Cadillac Eldorado 1953, Ford Mustang, AC Cobra, Gillet Vertigo, Ferrari 360 Modena Spider, Maserati GranCabrio, Bentley Continental GT convertible, Hummer H1, Ford GT40, Ford GT, Cadillac Série 62 cabriolet, Rolls-Royce Phantom Drophead Coupé, Lamborghini Aventador,...
Perdue au poker deux ans après qu'elle lui fut offerte, ce modèle unique a appartenu depuis 1985 à un collectionneur français privé, fan passionné de Johnny Hallyday (acquise par échange contre une Ferrari 512 BB) et fut régulièrement exposée dans des expositions de voiture de collection.
Estimée entre 55 000 et 65 000 euros, elle s'est vendue aux enchères, le 24 mars 2025, pour la somme de 158 000 euros,.